# Хреновский, Константин Митрофанович
Константин Митрофанович Хреновский (21 мая 1888, Воронежская губерния — 21 июля 1949, Париж) — эсер, делегат Всероссийского Учредительного собрания.

## Биография
Константин Хреновский родился 21 мая 1888 в селе Хохол Нижнедевицкого уезда (Воронежская губерния) в семье священника Митрофана Хреновского. Получил высшее юридическое образование, стал адвокатом.
В 1907 году Константин Митрофанович вступил в Партию социалистов-революционеров (ПСР) и оказался под надзором полиции. В том же году, как член «крестьянского братства», совершившего разгром имения и убийство помещика Русанова, он был сослан судом в Вологодскую губернию. Сумел скрыться за границу, но в 1908 году он был арестован в Харькове и сослан в Архангельскую губернию.
В 1917 году Константин Хреновский был избран делегатом II-го Всероссийского съезда крестьянских депутатов. В том же году он избрался в члены Учредительного собрания по Воронежскому избирательному округу от эсеров (список № 3) - вошел в бюро фракции ПСР. 5 января 1918 года Константин Митрофанович стал участником знаменитого заседания-разгона Собрания.
В 1920 году Хреновский был осужден на 10 лет по делу Национального центра (ВНЦ). В 1922 году в приговоре по делу ЦК ПСР он был обозначен как «неразысканный обвиняемый». Повторно оказался в эмиграции.
Умер 21 июля 1949, похоронен на кладбище Сент-Женевьев-де-Буа под Парижем.